# Mojca Zlobko Vajgl
Mojca Zlobko Vajgl, slovenska harfistka in univerzitetna profesorica, * 11. september 1967, Ljubljana. 

## Življenjepis
Na Akademiji za glasbo v Ljubljani je leta 1991 končala študij harfe v razredu prof. Rude Ravnik Kosi, magistrski študij pa je opravila na Visoki šoli za glasbo v Hamburgu pri prof. Marii Graf. Od leta 1991 do leta 1993 je bila solo harfistka v Slovenskem Narodnem Gledališču Ljubljana, kasneje pa je delovala vrsto let kot samostojna umetnica. Od leta 2006 do leta 2015 je poučevala na Konservatoriju za Glasbo in Balet Ljubljana, od leta 2007 pa uči kot redna profesorica harfe na Akademiji za glasbo v Ljubljani. Sodelovala je kot članica mednarodnih strokovnih žirij na tekmovanjih harfistov v Avstriji in na Poljskem. 
Koncertirala je v številnih evropskih državah in sodelovala z najvidnejšimi slovenskimi in tujimi glasbenimi imeni. Kot solistka je nastopala z mnogimi orkestri, kot so Slovenska filharmonija in Simfoniki RTV Slovenija, Beograjska filharmonija, Berlinski simfoniki, Sarajevska filharmonija, državna filharmonija Azerbaijana v Bakuu, Kijevska filharmonija, Makedonska filharmonija, Dunajski simfoniki – Wiener Concert Verein, Orchestre di Padova el del Veneto in Stockholmski komorni orkester. 
Nastopala je na številnih mednarodnih glasbenih festivalih v Dubrovniku, Gabali, Schleswig Holstein-u, Emiliji Romanji, Ljubljani, Rigi, Dunaju, Ankari, Bahrajnu, Beogradu, Ohridu in drugih. 
Večino svojega koncertnega udejstvovanja posveča komorni glasbi. V minulih letih je bolj ali manj redno sodelovala z Leipziškim godalnim kvartetom, z mednarodnima godalnima kvartetoma Orpheus in Ulysses, z godalnim kvartetom Tartini in številnimi solisti kot so: prvi flavtist Dunajskih filharmonikov Dieter Flury, Tobias Lea-viola, koncertni mojster Slovenske filharmonije Miran Kolbl, mezzosopranistka Bernarda Fink, flavtist Massimo Mercelli, flavtiska Ilze Urbane. Kot solistka je sodelovala tudi z mnogimi dirigenti kot so: Ulf Schirmer, Leopold Hager, Pavel Dešpalj, Tetsui Honna, Roberto Benzi, Israel Yinon, Evan Christ, Roman Kofman, Peter Rundel, Uroš Lajovic, Marcello Viotti, Karen Kamenšek, Rauf Abdulayev, Georg Pehlivanian in drugi. 
Mojca Zlobko Vajgl ima bogat opus posnetih skladb za harfo solo in za harfo v različnih komornih zasedbah. Doslej je posnela 9 zgoščenk. 
Poročena je s slovenskim politikom Ivom Vajglom, s katerim ima sina. 

### Diskografija
| Leto | Naslov                                                                                               | Založba                |
| ---- | --- | ---------------------- |
| 1997 | Mojca Zlobko - Harfa                                                                                 | ZKP RTVSLO             |
| 1999 | The Color of Sound                                                                                   | ZKP RTVSLO             |
| 2004 | Music for Flute and Harp                                                                             | Camerata Tokyo         |
| 2004 | Mojca Zlobko Vajgl – Harfa Dela Slovenskih Skladateljev                                              | ZKP RTVSLO             |
| 2005 | Mojca Zlobko Vajgl - Harfa Orkester Slovenske filharmonije                                           | Slovenska Filharmonija |
| 2006 | Miran Kolbl – violina, Mojca Zlobko Vajgl - harfa                                                    | ZKP RTVSLO             |
| 2009 | Mojca Zlobko & Godalni Kvartet Tartini                                                               | ZKP RTVSLO             |
| 2017 | Karolina Šantl Zupan - Flavta, Mojca Zlobko Vajgl – harfa (Orkester Slovenske filharmonije)          | ZKP RTVSLO             |
| 2022 | Espressivo, Flavta - Eva Nina Kozmus, Violončelo - Karmen Pečar Koritnik, Harfa - Mojca Zlobko Vajgl | ZKP RTVSLO             |